# Joseph Wolpe
Joseph Wolpe (Johannesburg, 20 aprile 1915 – Los Angeles, 4 dicembre 1997) è stato uno psichiatra, psicoterapeuta, psicologo e docente sudafricano con cittadinanza statunitense, una delle figure più importanti nella terapia comportamentale.

## Biografia
Wolpe crebbe in Sudafrica, dove frequentò la Parktown Boys' High School prima di conseguire la laurea in medicina presso l'Università di Witwatersrand.
Nel 1956 gli fu assegnata una Ford Fellowship, che gli permise di trascorrere un anno presso il Centro di Scienze Comportamentali dell'Università di Stanford. Successivamente tornò in Sudafrica, ma nel 1960 si trasferì definitivamente negli Stati Uniti, accettando una cattedra presso l'Università della Virginia.
Nel 1965 accettò una cattedra presso la Temple University.

## Carriera
Una delle esperienze più importanti nella vita di Wolpe fu l'arruolamento nell'esercito sudafricano come ufficiale medico. A lui fu affidato il compito di curare i soldati a cui era stata diagnosticata quella che allora veniva chiamata “nevrosi da guerra”, oggi nota come disturbo da stress post-traumatico. Il trattamento tradizionale dell'epoca per i soldati si basava sulla teoria psicoanalitica e prevedeva l'esplorazione del trauma sotto l'effetto di un agente ipnotico, la cosiddetta narcoterapia. Si credeva che parlare apertamente delle proprie esperienze represse avrebbe curato efficacemente la nevrosi dei soldati. Ma non fu così. Fu proprio l'inefficacia dei risultati terapeutici ad indurre Wolpe, un tempo fedele seguace di Freud, a mettere in discussione la terapia psicoanalitica e a cercare opzioni terapeutiche più efficaci. Wolpe è famoso soprattutto per le sue tecniche di inibizione reciproca in particolare la desensibilizzazione sistematica, che ha rivoluzionato la terapia comportamentale. Un sondaggio della Review of General Psychology, pubblicato nel 2002, lo ha classificato al 53° posto tra gli psicologi più citati del XX secolo, un risultato impressionante, accentuato dal fatto che Wolpe era uno psichiatra.

## Inibizione reciproca
Nella sua ricerca di un metodo più efficace per trattare l'ansia, Wolpe sviluppò diverse tecniche di inibizione reciproca, utilizzando tecniche di assertività. L'inibizione reciproca può essere definita come l'inibizione dell'ansia da parte di una sensazione o una risposta incompatibile con la sensazione di ansia. Wolpe iniziò a utilizzare il cibo come risposta all'ansia inibita nei gatti di laboratorio. Offriva loro del cibo mentre presentava uno stimolo di paura condizionato. Dopo i suoi esperimenti in laboratorio, applicò l'inibizione reciproca ai suoi clienti sotto forma di training assertivo. L'idea alla base del training assertivo era che non si può essere arrabbiati o aggressivi e allo stesso tempo assertivi. È importante sottolineare che Wolpe credeva che queste tecniche avrebbero ridotto la connessione che produceva l'ansia. L'allenamento all'assertività si rivelò particolarmente utile per i pazienti che soffrivano di ansia nelle situazioni sociali. Tuttavia, l'allenamento all'assertività presentava un potenziale difetto, nel senso che non poteva essere applicato ad altri tipi di fobie. L'uso dell'inibizione reciproca da parte di Wolpe lo portò alla scoperta della desensibilizzazione sistematica. Egli credeva che affrontare le proprie paure non sempre portasse al loro superamento, ma piuttosto alla frustrazione. Secondo Wolpe, la chiave per superare le paure era procedere “gradualmente” (per gradi) o “a piccoli passi”. Questa idea non era necessariamente originaria di Wolpe, poiché un concetto simile era stato discusso nelle opere di Abū Zayd al-Balkhī, vissuto circa 1000 anni prima.

## Desensibilizzazione sistematica
La desensibilizzazione sistematica è la tecnica per cui Wolpe è più famoso. Essa consiste nell'esporre il cliente allo stimolo che provoca ansia, partendo inizialmente ad un livello basso, e poi, una volta che l'ansia è scomparsa, somministrandogli lo stesso stimolo ma in forma più intensa. Questo processo continua fino a quando il cliente non prova più alcuna ansia nei confronti dello stimolo. Ci sono tre fasi principali nell'uso della desensibilizzazione sistematica, che seguono lo sviluppo di una corretta formulazione del caso o ciò che Wolpe chiamava originariamente “analisi comportamentale”. Il primo passo è insegnare al cliente tecniche di rilassamento.
Wolpe concepì l'idea del rilassamento muscolare progressivo (PMR), prendendola a presito dallo psichiatra e psicoterapeuta Edmund Jacobson, modificando le sue tecniche di rilassamento muscolare per renderle meno impegnative in termini di tempo. La logica di Wolpe era che non si può essere rilassati e ansiosi allo stesso tempo.
La seconda fase consiste nel creare una gerarchia delle ansie insieme al cliente. Il terapeuta chiede al cliente di fare un elenco di tutte le cose che provocano ansia nelle sue diverse forme. Quindi, insieme al terapeuta, il cliente crea una gerarchia, partendo da ciò che provoca il livello di ansia più basso fino ad arrivare a ciò che lo provoca maggiormente. Il passo successivo consiste nel far rilassare completamente il cliente mentre immagina lo stimolo all'origine dell'ansia. A seconda della sua reazione, a seconda che provi o meno ansia, lo stimolo viene modificato in uno più forte o più debole. La desensibilizzazione sistematica, sebbene efficace, presenta anche alcuni difetti. Il paziente potrebbe indicare una gerarchia fuorviante, avere difficoltà a rilassarsi o non essere in grado di immaginare adeguatamente gli scenari. Nonostante questo possibile difetto, sembra essere la tecnica più efficace.

## Risultati
L'influenza di Wolpe sulla terapia comportamentale è stata duratura e profonda. Ha conseguito numerosi riconoscimenti per il suo lavoro nel campo delle scienze comportamentali, tra i quali il Distinguished Scientific Award dell'American Psychological Association, il Psi Chi Distinguished Member Award e il Lifetime Achievement Award dell'Association for the Advancement of Behavior Therapy, di cui è stato il secondo presidente. Oltre a questi riconoscimenti, nel 1986 l'Università di Witwatersrand, alma mater di Wolpe, gli ha conferito la laurea honoris causa in scienze. E' stato autore di numerosi libri, tra i quali i più famosi sono “The Practice of Behavior Therapy” e “Psychotherapy by Reciprocal Inhibition”.
Wolpe ha sviluppato la Subjective Units of Disturbance Scale (SUDS) per valutare il livello di disagio soggettivo o dolore psicologico. Ha anche creato la Subjective Anxiety Scale (SAS) e il Fear Survey Plan, utilizzati nella ricerca comportamentale e nella terapia.
Wolpe è morto nel 1997 di mesotelioma.